# Skroblaki (osada leśna w Polsce)
Skroblaki – osada leśna w Polsce położona w województwie podlaskim, w powiecie białostockim, w gminie Gródek.
W latach 1975–1998 miejscowość administracyjnie należała do województwa białostockiego.